# 东方汽轮机厂
东方汽轮机厂，简称东汽或东方汽轮机，英文缩写为DFSTW，位于中国四川省德阳市旌阳区八角井镇（5·12大地震前位于德阳市绵竹市汉旺镇），成立于1966年，是中國東方電氣集團公司旗下制造大型电站汽轮机的骨干企业，和哈尔滨汽轮机厂、上海汽轮机厂列为中国三大汽轮机厂，连同中国二重和东方电机厂，是为德阳的三大重型机械企业。2006年公司改制后，制造部门成立“东方汽轮机有限公司”，后勤及其它配套部门成立“东汽投资发展有限公司”，两公司均属东方电气集团。
2004年，东汽公司与日本三菱重工在广州南沙成立了三菱重工东方燃气轮机（广州）有限公司，生产电力燃机热部件。2006年，东汽公司收购了位于四川乐山的中国著名新材料研究生产机构峨眉半导体材料厂，发展多晶硅产业。2008年，东汽公司在天津建立了东方电气（天津）风电科技有限公司，生产风电机组设备。在2008年5月12日的汶川大地震中遭到严重破坏，并将大部分生产能力迁至德阳市的工业区建设新基地。
2011年，东汽公司的新基地在德阳经济开发区八角井镇落成。
2020年11月27日上午，四川省德陽市的東方電氣集團東方汽輪機有限公司燃氣輪機整機試驗室裡，歷時11年自主研發的大陸首台F級50MW重型燃氣輪機完成滿負荷運行，標誌著大陸重型燃氣輪機自主研製國產化邁出關鍵一步。去年9月27日，自主研發首台F級50MW重型燃氣輪機整機點火試驗成功。今年5月12日，正式開始設計轉速下的帶負荷試驗；6月22日達到25%負荷、8月10日達到50%負荷、9月9日達到75%負荷，9月22日燃氣輪機終於首次運行至100%負荷，試驗取得重大突破。